# 尼特拉
尼特拉是位於斯洛伐克西部的一個城市，於公元9世紀時曾為大摩拉维亚公国的首都。尼特拉有人口約8.5萬，是斯洛伐克第四大城市，也是尼特拉州的首府所在地。尼特拉也是斯洛伐克歷史最悠久的城市之一。

## 友好城市
- 塞尔维亚巴茨基彼得罗瓦茨
- 捷克捷克布杰约维采
- 澳大利亚新南威尔士州戈斯福德
- 捷克克罗梅日什
- 美国伊利诺伊州内珀维尔
- 克罗地亚奥西耶克
- 斯洛伐克斯皮什新村
- 波兰绿山城
- 荷兰祖特尔梅尔